# Romeu Beltrão
Romeu Beltrão (Santa Maria, RS, 1913 – Santa Maria, RS, 1977) foi um brasileiro historiador, médico, paleontólogo e botânico brasileiro.
Autor de uma célebre obra intitulada Cronologia Histórica de Santa Maria e do extinto município de São Martinho, que junto com a obra de João Belém são as principais, senão únicas, obras sobre história de sua terra natal.

## Biografia
Em 1920, entrou no Colégio Santa Maria. Com 15 anos, vai para Porto Alegre, para estudar na Faculdade de Medicina de Porto Alegre. Após se formar em medicina retorna para Santa Maria. Em 1935, muda-se para São Pedro do Sul, para exercer a profissão Médica. Em 1937 retorna para Santa Maria, onde se dedicou a medicina e ao magistério. Em 1938, torna-se professor catedrático de Botânica Aplicada à Farmácia, da Universidade Federal de Santa Maria. Realizou um levantamento de todo o histórico da paleontologia de Santa Maria, além de também ter realizado escavações paleontológicas na região no ano de 1951 .
Em 1958 publicou o livro  "Cronologia Histórica de Santa Maria e do extinto município de São Martinho.", pela Editora Pallotti. Esta obra resgata o inicio da historia da paleontologia no Rio Grande do Sul.